# 双桥乡 (郓城县)
双桥乡是中国山东省菏泽市郓城县下辖的一个乡。

## 行政区划
双桥乡下辖双桥村、刘欢口村、何庄村、任怀村、葛家庄村、苏庄村、梁店村、大梁庄村、新梁垓村、肖庙村、贾庙村、童染坊村、梁土囤村、西梁店村、赵欢口村、朱方庄村、侯营村、房集村、马集村、前老豆营村、后老豆营村、李垓村、孟六村、秦庄村、王街村、中街村、葛垓村、永丰村、机房村、解洼村、前黄岗村、后黄岗村、前谢井村、后谢井村、丁庄村、杜庄村、马庄村、李庄村、西唐庄村、东唐庄村、曾楼村、安庄村、太平庄村、徐洪庄村、梁西村、梁东村、梁庄村、张王庄村、刘庄村、祝庄村、李楼村、梁垓村、吕崮堆村、坡里何庄村、郭庄村、仝楼村、郑庄村、永丰集村、义和楼村、梁沙湾村。